# Вінець (канал)
Вінець — річка (меліоративний канал) в Білорусі у Пружанському й Березівському районі Берестейської області. Права притока річки Ясельди (басейн Прип'яті).

## Опис
Довжина річки 50 км, похил річки 0,22 м/км, площа басейну водозбору 420 км², середньорічний стік 1,8 м³/с. Формується притоками та безіменними струмками.

## Розташування
Бере початок за 1,5 км на південно-західній стороні від села Россохі. Тече переважно на південний схід і на південно-східній стороні від села Шилін впадає в річку Ясельду, ліву притоку річки Прип'яті.